# Francesco Di Caro
Francesco Paolo Di Caro (Matera, 1º maggio 1930) è un politico italiano.

## Biografia
Nato a Matera nel 1930, conseguì la laurea in giurisprudenza e dal 1955 esercita la professione di avvocato nella città natale. Dal 1984 è iscritto all'albo degli avvocati cassazionisti.
Militò politicamente nelle file della Democrazia Cristiana e fu più volte eletto al consiglio comunale di Matera. Dal 1980 al 1984 fu sindaco della città.
È presidente onorario dell'associazione "Matera ferrovia nazionale", che ha lo scopo di favorire il miglioramento dei trasporti ferroviari di Matera.